# Jorge Cruz Campos Sammir
Jorge Cruz Campos Sammir (* 23. dubna 1987), známý jako Sammir, je bývalý chorvatský profesionální fotbalista narozený v Brazílii, který hrál na pozici ofenzivního záložníka. Sammir se narodil v Brazílii, poté se stal naturalizovaným chorvatským občanem a sedmkrát byl nominován do chorvatského národního fotbalového týmu. Zahrál si za Chorvatsko na Mistrovství světa ve fotbale 2014.

## Klubová kariéra

### Brazílie
Sammir se narodil v Itabuně v Bahii a v roce 2001 se připojil k akademii Atlética Paranaense ve věku 14 let po krátkém období v Atlético Mineiro. V únoru 2004 byl povýšen do prvního týmu, ale za brazilský klub se neobjevil a následně byl zapůjčen do Ferroviárie.
V prosinci 2005 se Sammir připojil ke Corinthians Paulista. Poté, co se snažil najít své místo, se v dubnu 2006 vrátil se do Furacãa a byl propuštěn v srpnu.
V září 2006 se Sammir připojil k podnikatelskému klubu Venda Nova a byl okamžitě zapůjčen do São Caetana. Během svého dvouměsíčního působení se pravidelně objevoval jako hráč základní sestavy.

### Dinamo Záhřeb
6. listopadu 2006 přišel Sammir do Dinama Záhřeb na hostování do konce sezóny. Za klub debutoval 17. března 2007 v ligovém zápase proti Rijece.
Na konci sezóny odehrál jedenáct ligových zápasů za klub a skóroval proti klubu Slaven Belupo. Čtyřikrát se také zúčastnil Chorvatského poháru 2006/07. Ve své první sezóně v klubu Sammir již vyhrál ligový a pohárový titul, což byl první ze tří po sobě jdoucích doublů, které klub vyhrál v letech 2007 až 2009.

#### Sezóna 2007/08
V sezóně 2007/08 se jeho přestup do Dinama Záhřeb stal trvalým, protože Dinamo Záhřeb podle médií zaplatilo jeho bývalému klubu 1,4 milionu eur. Sammir debutoval v evropském fotbale, kde se objevil ve všech zápasech klubu v Poháru UEFA a Ligy mistrů. Hrál na pozici pravého záložníka, vyměňoval si pozice s kapitánem týmu Lukou Modrićem a hrál na druhé straně hřiště. Byla to druhá sezóna klubu, kdy vyhráli jak domácí ligu, tak pohár, Sammir se zúčastnil 24 ligových zápasů, vstřelil čtyři góly a 4 pohárové zápasy. Za klub odehrál celkem 38 zápasů a v průběhu sezóny vstřelil pět gólů.

#### Sezóna 2008/09
Po odchodu Luky Modriće dostal Sammir dres s číslem 10. Klub zopakoval úspěch z předchozích dvou sezón a v sezóně 2008/09 znovu získal double. Z 33 odehraných kol vynechal pouze jeden ligový zápas a vstřelil 8 gólů. Jedenáctkrát se objevil v soutěžích UEFA a pětkrát v Chorvatském poháru. Celkem odehrál 44 zápasů a vstřelil jedenáct gólů.

#### Sezóna 2009/10
16. srpna, na začátku sezóny 2009/10, Sammir vstřelil svůj první hattrick za Dinamo při domácím vítězství 5:0 nad NK Osijek, když proměnil dvě penalty a volný kop. Klub sice neobhájil pohárový titul, ale získal pátý ligový titul v řadě. Sammir v sezóně odehrál 26 ligovým zápasům a vstřelil 5 gólů. V Chorvatském poháru 2009/10 odehrál šest zápasů a ve všech evropských zápasech klubu, hrál ve všech čtyřech zápasech Ligy mistrů UEFA 2009/10 a ve všech osmi zápasech Evropské ligy UEFA 2009/10. Celkově odehrál 46 zápasů a vstřelil šest gólů za klub.

#### Sezóna 2010/11
Na začátku sezóny 2010/11 Sammir vyhrál svůj první Chorvatský Superpohár s klubem, když porazili Hajduk Split 1:0, kapitán Igor Bišćan vstřelil vítězný gól. Sammir ve svých 28 zápasech vstřelil 17 gólů. V evropských soutěžích dokázal vstřelit 7 gólů ve 12 evropských zápasech.

#### Sezóna 2011/12
Brazilec zahájil sezónu 2011/2012, když skóroval proti Cibalia Vinkovci v Prva HNL a také vítězný gól v prvním zápase 3. kvalifikačního kola Ligy mistrů při výhře 2:1 proti HJK Helsinky. Vstřelil dva góly a další připravil při výhře 4:1 nad Malmö FF v prvním zápase play-off Ligy mistrů. Objevil se v 5 zápasech Dinama ve skupinové fázi, hrál proti Realu Madrid, Lyonu a Ajaxu. Nadále se pravidelně objevoval v prvním týmu Prva HNL a ve skupinové fázi Ligy mistrů, celkem vstřelil 8 gólů ve 32 zápasech.

#### Sezóna 2012/13
V sezóně 2012/2013 vstřelil 8 gólů v 7 zápasech, z toho 6 z pokutových kopů v Prva HNL. Objevil se v každém zápase kvalifikačního kola Ligy mistrů UEFA, s výjimkou hostujícího zápasu proti NK Maribor. V květnu 2011 vyšlo najevo, že Sammir často navštěvuje kluby jen pár dní před zápasem, což pobouřilo trenéra Dinamo Záhřeb Ante Čačiće, což vedlo k vyloučení klubu jeho a Jerka Leka. Omluvil se, vrátil se do týmu a objevil se ve všech 6 zápasech Dinama Záhřeb ve skupinové fázi Ligy mistrů UEFA 2012/13.

### Getafe
31. ledna 2014 podepsal Sammir smlouvu na tři a půl roku s Getafe CF z La Ligy. V soutěži debutoval 1. března, kdy nastoupil jako náhradník ve druhém poločase při domácí remíze 0:0 s RCD Espanyol.
Sammir se objevil v osmi zápasech, když se madridský tým těsně vyhnul sestupu. 24. srpna 2014 vstřelil svůj první gól za Azulones, ale při porážce 1:3 s Celtou Vigo.

### Jiangsu Suning
Dne 27. února 2015 se Sammir přestěhoval do Číny a připojil se k Jiangsu Suning v tříleté smlouvě. 15. července 2016 byl zapůjčen do Hangzhou Greentown na půl roku.

### Sport Recife
V únoru 2019 se Sammir připojil ke Sport Recife, ale klub ho uvolnil už po několika měsících.

### Lokomotiva Záhřeb
V srpnu 2019 se opět vrátil do Prva HNL a podepsal smlouvu s Lokomotivou. Dne 1. března 2021 trenér Lokomotivy Jerko Leko odhalil, že Sammir a jeho spoluhráč Nikica Jelavić se rozhodli odejít z profesionálního fotbalu a že klub respektuje jejich rozhodnutí.

## Reprezentační kariéra
Poté, co se objevil v Brazilské reprezentaci do 17 a do 18 let, Sammir vyjádřil svou touhu hrát za chorvatský národní fotbalový tým poté, co se stal držitelem chorvatského pasu. Dne 27. září 2012 byl Sammir povolán, aby hrál za Chorvatsko na zápasech proti Walesu a Makedonii. Debutoval 12. října 2012 jako náhradník za Nikicu Jelaviće v 65. minutě v zápase proti Makedonii při výhře 2:1.
Byl vybrán do chorvatského týmu pro Mistrovství světa ve fotbale 2014 ve své rodné Brazílii jako jeden ze dvou hráčů narozených v Brazílii po boku Eduarda da Silvy. Ani jeden z nich nehrál v úvodním zápase proti hostitelům, ale Sammir začal druhý zápas výhrou 4:0 nad Kamerunem. Odehrál 72 minut, než byl vytřídán Mateem Kovačićem. Po skončení turnaje neobdržel žádné budoucí povolání do národního týmu.

## Kariérní statistiky
Platí k 1. listopadu 2016
| Klub                      | Sezóna            | Liga                 | Liga   | Liga | Pohár  | Pohár | Evropa | Evropa | Ostatní | Ostatní | Celkově | Celkově |
| Klub                      | Sezóna            | Divize               | Zápasy | Góly | Zápasy | Góly  | Zápasy | Góly   | Zápasy  | Góly    | Zápasy  | Góly    |
| ------------------------- | ----------------- | -------------------- | ------ | ---- | ------ | ----- | ------ | ------ | ------- | ------- | ------- | ------- |
| Dinamo Záhřeb (hostování) | 2006/07           | Prva HNL             | 11     | 1    | 4      | 0     | 0      | 0      | 0       | 0       | 15      | 1       |
| Dinamo Záhřeb             | 2007/08           | Prva HNL             | 24     | 4    | 4      | 0     | 10     | 1      | –       | –       | 38      | 5       |
| Dinamo Záhřeb             | 2008/09           | Prva HNL             | 32     | 8    | 5      | 3     | 11     | 1      | –       | –       | 48      | 12      |
| Dinamo Záhřeb             | 2009/10           | Prva HNL             | 26     | 5    | 6      | 1     | 12     | 1      | –       | –       | 44      | 7       |
| Dinamo Záhřeb             | 2010/11           | Prva HNL             | 22     | 10   | 5      | 2     | 12     | 7      | 1       | 0       | 40      | 19      |
| Dinamo Záhřeb             | 2011/12           | Prva HNL             | 21     | 5    | 5      | 0     | 12     | 3      | –       | –       | 38      | 8       |
| Dinamo Záhřeb             | 2012/13           | Prva HNL             | 28     | 13   | 1      | 0     | 11     | 0      | –       | –       | 40      | 13      |
| Dinamo Záhřeb             | 2013/14           | Prva HNL             | 7      | 0    | 0      | 0     | 6      | 0      | 0       | 0       | 13      | 0       |
| Dinamo Záhřeb             | Celkově           | Celkově              | 160    | 45   | 26     | 6     | 74     | 13     | 1       | 0       | 261     | 64      |
| Getafe                    | 2013/14           | La Liga              | 9      | 0    | 0      | 0     | –      | –      | –       | –       | 9       | 0       |
| Getafe                    | 2014/15           | La Liga              | 23     | 1    | 3      | 0     | –      | –      | –       | –       | 26      | 1       |
| Getafe                    | Celkově           | Celkově              | 32     | 1    | 3      | 0     | –      | –      | –       | –       | 35      | 1       |
| Jiangsu Suning            | 2015              | Chinese Super League | 28     | 2    | 5      | 2     | –      | –      | –       | –       | 33      | 4       |
| Jiangsu Suning            | 2016              | Chinese Super League | 15     | 1    | 1      | 0     | 0      | 0      | 1       | 0       | 16      | 1       |
| Jiangsu Suning            | Celkově           | Celkově              | 43     | 3    | 6      | 2     | 0      | 0      | 1       | 0       | 50      | 5       |
| Hangzhou Greentown        | 2016              | Chinese Super League | 13     | 3    | 0      | 0     | –      | –      | –       | –       | 13      | 3       |
| Celkově v kariéře         | Celkově v kariéře | Celkově v kariéře    | 259    | 53   | 39     | 8     | 74     | 13     | 2       | 0       | 374     | 74      |

## Úspěchy
Dinamo Záhřeb
- Prva HNL: 2006/07, 2007/08, 2008/09, 2009/10, 2010/11, 2011/12, 2012/13, 2013/14
- Chorvatský pohár: 2006/07, 2007/08, 2008/09, 2010/11, 2011/12
- Chorvatský Superpohár: 2010

Jiangsu Suning
- Čínský pohár: 2015

Individuální
- Hráč roku Prva HNL: 2010, 2012
- Fotbalový Oscar pro nejlepšího hráče Prva HNL: 2013
- Fotbalový Oscar pro nejlepší tým Prva HNL: 2013
- Nejlepší nahrávač Prva HNL: 2008/09